# المحكمة الدستورية التايلاندية
المحكمة الدستورية في تايلاند هي محكمة دستورية تايلاندية مستقلة أنشأها دستور عام 1997، تتمتع المحكمة بولاية على دستورية القوانين البرلمانية والمراسيم الملكية ومشاريع القانون، وكذلك تعيين وعزل الموظفين العموميين والقضايا المتعلقة بالأحزاب السياسية. بحيث تعتبر قرارات المحكمة نهائية وغير قابلة للاستئناف (الطعن). كما تُلزم قراراتها كل الأجهزة الحكومية، بما في ذلك الجمعية الوطنية ومجلس الوزراء والمحاكم الوطنية الأخرى.
تعتبر المحكمة الحالية جزءا من السلطة القضائية للحكومة الوطنية التايلاندية. تم حل المحكمة السابقة إلى جانب دستور عام 1997، واستبدالها بالمحكمة الدستورية في عام 2006 في أعقاب الانقلاب التايلاندي عام 2006. تضم المحكمة الدستورية 15 عضواً، سبعة منهم من القضاء وثمانية تم اختيارهم من قبل لجنة خاصة، تم إنشاء مؤسسة مماثلة، مؤلفة من تسعة أعضاء بموجب دستور عام 2007.
أثارت المحكمة الدستورية الكثير من الجدل محليا، سواء فيما يتعلق باختصاص المحكمة وتكوينها وكذلك بالاختيار الأولي للقضاة. يالاضافة إلى السيطرة التي كانت تمارسها السلطة القضائية على المحكمة.
اتخذت الأحكام الصادرة من المحاكم الدستورية المتعاقبة العديد من القرارات الهامة. منها القرار الصادر في عام 1999 والذي يقضي بأن نائب وزير الزراعة نيوين تشيدتشوب يمكنه الاحتفاظ بمنصبه حتى بعد الحكم عليه بالسجن بتهمة التشهير؛ تبرئة ثاكسين شيناواترا عام 2001 لتقديم بيانا غير مكتمل بشأن مواره المالية إلى اللجنة الوطنية لمكافحة الفساد؛ إلغاء تعيين جاروان مانتكا عام 2003 كمراجع عام للحسابات ؛ حل الحزب السياسي التايلاندي راك تاي في عام 2007 ؛ إقالة رئيسة الوزراء ينغلاك شيناواترا من منصبها في عام 2014، وحل حزب تاي راكسا تشارت قبل انتخابات مارس 2019.
في عام 2009 بلغت ميزانية المحكمة الدستورية للعام المالي 223.7 مليون بات تايلاندي. واعتبارًا من سبتمبر 2019، تقلد منصب رئاستها نوراك ماربرانيت.

## تاريخ
شكل إنشاء المحكمة الدستورية لغطا حادا خلال صياغة دستور تايلاند 1997. حيث عارض كبار القضاة المفهوم باعتبار أن المراجعة الدستورية والقضائية يجب أن تظل من اختصاص المحكمة العليا وأن المحكمة الدستورية ستنشئ فرعًا رابعًا من الحكومة أقوى من السلطة القضائية أو التشريعية أو التنفيذية. أبدى القضاة خوفهم من التدخل السياسي في اختيار القضاة وعزلهم. لكن في نهاية المطاف قدمت جمعية صياغة الدستور عدة تنازلات فيما يتعلق بتكوين المحكمة وصلاحياتها.